# Уранова промисловість
Уранова промисловість — галузь ядерної енергетики, яка видобуває і переробляє уранові й інші радіоактивні руди з метою отримання з них концентратів.

## Загальна характеристика
Становлення уранової промисловості припадає на 1940-1950 роках, коли з'явилася потреба в отриманні сполук урану для здійснення ядерних військових програм. Видобуток уранових руд ведеться підземним і відкритим способами, а також методом вилуговування підземного. Основні видобувні країни: Казахстан, Канада, РФ, ПАР, США, Намібія, Нігер, Австралія, Франція, Габон. До числа виробників уранової сировини належать також РФ, Аргентина, Бразилія, Бельгія, Індія, Португалія, Україна. Збагачення руд здійснюється в основному методом вилуговування з подальшим гідрометалургійним переділом концентратів з екстракційним вилученням урану з розчинів. Головні країни-експортери уранових концентратів (1987); Канада, Австралія, ПАР, Намібія, Нігер, Габон і США. Гол. імпортери: США, Франція, ФРН і Японія.
Наприкінці XX ст. видобуток уранової руди в світі здійснювався на 100 родовищах; 78 % руди було видобуто гірничим способом (по 39 % з підземних і поверхневих виробок), 13 % урану отримано способом свердловинного вилуговування підземного і 9 % як попутний продукт при виробництві золота, міді і фосфорної кислоти. Із загального числа родовищ, що експлуатуються 26 належать до великих, із запасами урану понад 20 тис. т (в перерахунку на метал), 38 — до середніх, із запасами від 5 до 20 тис.т, і 35 — до дрібних, із запасами урану менше за 5 тис.т. Найбільше практичне значення мали родовища типу «неузгоджені» і «піщані», на які в 1997 р. припадало 70 % світового видобутку.
Абсолютним лідером по виробництву уранових концентратів у світі на кінець XX ст. була Канада (34,4 % світового виробництва, 1997). Далі йшли Австралія (15,5 %) і Нігер (9,8 %). У число великих світових продуцентів, рівень виробництва яких перевищує 1000 т урану на рік, входять також Намібія, США, Росія, Узбекистан і ПАР. Вісім перерахованих країн наприкінці XX ст. виробляли до 90 % уранових концентратів.
| Країна    | Виробництво, тис. т. | Країна     | Виробництво, тис. т. |
| Канада    | 14,8                 | Узбекистан | 1,9                  |
| Австралія | 11,3                 | Україна    | 0,9                  |
| Росія     | 6,9                  | США        | 0,9                  |
| Нігер     | 3,6                  | Китай      | 0,9                  |
| Намібія   | 3,6                  | Габон      | 0,8                  |
| Казахстан | 3,1                  | ПАР        | 0,8                  |

У другій половині 1990-х рр. на розвинені країни Заходу припадало 58 %, на колишні соціалістичні — 24, на країни що розвиваються — 18 % світового виробництва урану. Окремі великі регіони світу за цим показником розташовуються в такій послідовності: Америка, Африка, Австралія, Азія, Європа. Видобуток урану вівся в 25 країнах світу, основне (понад 9/10) виробництво уранових концентратів було зосереджено в половині з цих країн.
У цих же країнах знаходяться найбільші уранові рудники: Кі-Лейк і Раббіт-Лейк (Канада), Рейнджер (Австралія), Приаргунський (Росія), Россінг (Намібія), Акута (Нігер), Цілинний (Казахстан), Навої (Узбекистан) і інш.
Географія споживання уранової сировини має інший характер: більш ніж 4/5 його використовують в країнах Заходу (США, Франція, Японія, Велика Британія, Канада), близько 1/10 — у країнах СНД, а решта — в країнах, що розвиваються.
Провідні експортери на початку XXI ст. — Канада та Австралія, які вивозять основну частину виробленої продукції. До великих експортерів належать також Росія, Казахстан, Намібія, Нігер, Узбекистан, ПАР, Габон і Китай. Усі вони мають позитивний баланс між виробництвом і споживанням урану. Країни з негативним балансом між виробництвом і споживанням утворюють групу головних імпортерів цієї важливої сировини. У першу чергу до неї входять США і Японія. В результаті сформувалися досить стійкі вантажопотоки — наприклад з Канади до США, з Австралії до Японії, з країн СНД в Західну Європу.
13 травня 2024 року, на офіційному сайті Білого дому було повідомлено про підписання Президентом США Джо Байденом історичного закону про заборону імпорту в країну російського урану.

## Уранова промисловість України
В Україні розробляються Мічурінське, Ватутінське, Центральне родовище. Почато розробку Новокостянтинівського родовища. Джерелами промислового отримання урану є головним чином уранітит, настуран, уранові черні. Урановидобувний комплекс включає два уранових рудника — Інгульський та Смолінський, які розміщені в с. Неопалимівка (Кропивницький район) та смт. Смоліне (Новоукраїнський район) Кіровоградської області, на відстані 80 км один від одного. Переробку руди здійснює Східний гірничо-збагачувальний комбінат у м. Жовті Води. Це одне з найбільших у Європі підприємств з видобутку й переробки уранової руди. З уранових руд виробляється проміжний продукт під назвою «жовтий кек» із вмістом урану 30–45 %, який для подальшої переробки поставляється в Росію на заводи ізотопного збагачення.